# Auma
Auma è una frazione del comune tedesco di Auma-Weidatal, in Turingia.

## Storia
Auma costituì un comune autonomo con status di città fino al 1º dicembre 2011.